# Borislav Škegro
Borislav Škegro, hrvaški politik in ekonomist, * 1955, Mostar.
Med letoma 1995 in 2000 je bil podpredsednik Vlade Republike Hrvaške in med letoma 1997 in 2000 je bil minister za finance Republike Hrvaške.